# Birgitte Hjort Sørensen
Birgitte Hjort Sørensen (ur. 16 stycznia 1982 w Hillerød) – duńska aktorka.

## Życiorys
Birgitte Hjort Sørensen urodziła się 16 stycznia 1982 roku. W latach 2003–2007 uczęszczała do Duńskiej Narodowej Szkoły Aktorskiej. Grała epizodyczne role od 2005 roku. Zaraz po ukończeniu szkoły otrzymała rolę Roxie Hart w wystawianym w Danii musicalu Chicago. Jej rola została doceniona, rok później Cambridge Theatre z Londynu zaoferował jej tę samą rolę w tym spektaklu. Za występ w Chicago otrzymała nagrodę “Reumert – Talent Award”.
Po raz pierwszy zagrała główną rolę w pilocie anulowanego serialu Ved verdens ende; za tę kreację została nominowana do nagrody Duńskiej Akademii Filmowej jako aktorka pierwszoplanowa. Następnie grała główne role w Julie i Marie Krøyer, za tę ostatnią ponownie została nominowana do nagrody Akademii.

## Filmografia[3]
- Orzeł (Ørnen) jako recepcjonistka (gościnnie, 2005)
- Tre somre jako Nanna (2006)
- Canoe jako dziewczyna (2007)
- Knus jako Lotte (2007)
- Alliancen (2008)
- Begravelsen (2008)
- Kandidaten jako Sarah (2008)
- Maj & Charlie jako Sidse (gościnnie, 2008)
- Anja & Viktor - I medgang og modgang  jako Regitze (2008)
- Ved verdens ende jako Beate (2009)
- Cała prawda o mężczyznach (Sandheden om mænd) jako dziewczyna syna dziedzica (2010)
- Magi i luften jako Niklas Ravns kæreste (2011)
- Julie jako Julie (2011)
- Marie Krøyer jako Marie Krøyer (2012)
- Rząd (Borgen) jako Katrine Fønsmark (2010-2013)
- Bluestone 42 jako Astrid (gościnnie, 2013)
- Noc i ciemność (Marple: Endless Night) jako Greta Andersen (2013)
- Pitch Perfect 2 jako Pani komisarz (2015)